# Salix sachalinensis
Salix sachalinensis är en videväxtart som beskrevs av Friedrich Schmidt. Salix sachalinensis ingår i släktet viden, och familjen videväxter. Inga underarter finns listade i Catalogue of Life.